# ルドヴィーコ・ディ・サヴォイア＝アカイア
ルドヴィーコ・ディ・サヴォイア＝アカイア（イタリア語：Ludovico di Savoia-Acaia, 1364年 - 1418年12月11日）は、ピエモンテ領主および名目上のアカイア公（在位：1402年 - 1418年）。

## 生涯
ルドヴィーコはピエモンテ領主ジャコモ・ディ・サヴォイア＝アカイアとマルグリット・ド・ボージュー（1346年 - 1402年）の息子である。1405年にトリノ大学を創設した。1403年1月24日、サヴォイア伯アメデーオ7世の娘ボナ（1388年 - 1432年）と結婚したが、子供は生まれなかった。1418年にルドヴィーコは死去し、サヴォイア家の分家であるピエモンテ＝アカイア家は断絶した。ルドヴィーコの称号と領地はサヴォイア家本家が相続した。